# التهاب النسيج الخلوي حول الشرج
التهاب النسيج الخلوي حول الشرج، المعروف أيضًا باسم التهاب حول الشرج أو التهاب الجلد العقدي حول الشرج، هو عدوى بكتيرية تؤثر على الطبقات السفلية من الجلد (التهاب النسيج الخلوي) حول فتحة الشرج. يظهر على شكل احمرار لامع في الجلد ويمكن أن يكون مصحوبًا بألم وصعوبة في التبرز وحكة ونزيف. يعد هذا المرض عدوى معقدة للجلد والأنسجة الرخوة (cSSTI) بسبب إصابة الأنسجة الرخوة العميقة.
يحدث التهاب النسيج الخلوي حول الشرج بشكل شائع بسبب بكتيريا المجموعة العقدية الحالة للدم بيتا من المجموعة أ (المكورات العقدية المقيحة)، والتي توجد بشكل طبيعي (بأعداد صغيرة) في الحلق البشري وعلى الجلد البشري. قد تشمل الأسباب الأخرى الأقل شيوعًا العدوى بالمكورات العقدية الحالة للدم بيتا من المجموعة ب (العقدية القاطعة للدر)، وهي بكتيريا موجودة في المهبل البشري لدى البعض، أو المكورات العنقودية المذهبة، وهي مكون شائع في تجمع البكتيريا في الأنف و/أو الجلد البشري.
يحدث التهاب النسيج الخلوي حول الشرج بشكل رئيسي عند الأطفال الذكور الذين تتراوح أعمارهم بين ستة أشهر و10 سنوات، ومع ذلك، هناك حالات موثقة لالتهاب النسيج الخلوي حول الشرج عند البالغين أيضًا. المضادات الحيوية عن طريق الفم هي الخط الأول لعلاج التهاب النسيج الخلوي حول الشرج ويمكن استخدامها مع المضادات الحيوية الموضعية. وبما أن العدوى تحدث داخل الطبقات العميقة من الجلد، فإن استخدام العلاج الموضعي في حد ذاته قد لا يكون فعالًا. يحدث تكرار الإصابة بالتهاب الجلد العقدي حول الشرج خلال 3.5 أشهر في حوالي 20% من الحالات. ينبغي أيضًا تشجيع ممارسات النظافة الروتينية لدى الأطفال والبالغين من أجل تقليل خطر الإصابة بالعدوى المتكررة.

## العلامات والأعراض
يظهر التهاب النسيج الخلوي حول الشرج كأعراض متعددة لا تتوافق مع مرض جهازي. العلامة الأكثر بروزًا هي الاحمرار الواضح جدًا حول فتحة الشرج، وعلامات الالتهاب الأخرى التي يمكن أن تشمل التورم والحكة في المكان. تشمل الأعراض الأخرى المرتبطة بالتهاب النسيج الخلوي حول الشرج الألم والنزيف عند التبرز. يمكن في كثير من الأحيان الخلط بين هذه الأعراض والأمراض الجلدية الأخرى، مثل طفح الحفاض، والأكزيما، والصدفية، والبواسير، وغير ذلك. يمكن أن تسبب هذه الأعراض انزعاجًا شديدًا، خاصة عند الرضع الذين يرتدون الحفاضات، ويمكن أن تنشأ مضاعفات خطيرة إذا تركت دون علاج. في حوالي 10% من الحالات، يمكن أن يتطور التهاب الحشفة أو التهاب الفرج والمهبل بشكل متزامن. وفي حالات نادرة، يمكن أن يتطور التهاب اللوزتين والبلعوم بشكل متزامن أيضًا.
تحدث المضاعفات غالبًا عندما يبقى التهاب النسيج الخلوي حول الشرج دون تشخيص أو علاج لفترة طويلة من الزمن. في الحالات التي يترك فيها التهاب النسيج الخلوي حول الشرج دون علاج، يمكن أن يسبب أعراضًا أكثر خطورة مثل تكوين الخراج والحمى الروماتيزمية. بالإضافة إلى ذلك، يشكل التهاب النسيج الخلوي حول الشرج غير المعالج خطر انتقال العدوى إلى أشخاص آخرين، مثل مقدمي الرعاية أو أفراد الأسرة. يمكن أن يسبب التهاب النسيج الخلوي حول الشرج أيضًا التهاب الكلية التالي للعقديات، والذي يجب مراقبته من خلال تحليل البول لتقييم وظائف الكلى.

## التشخيص
يشخص التهاب النسيج الخلوي حول الشرج إما من خلال اختبار سريع للبكتيريا أو عن طريق مسح المناطق المصابة بحثًا عن مزرعة بكتيرية تشير إلى الإصابة بالمكورات العقدية الحالة للدم من المجموعة A. من أجل تأكيد تشخيص التهاب الجلد العقدي حول الشرج، يتطلب الأمر فحص الشرج والأعضاء التناسلية، ويفضل إجراء مسحة بكتيرية للإفرازات من المنطقة المصابة. ترسل المسحات للتحليل الميكروبيولوجي للمزرعة للتأكد من نمو المجموعة العقدية الحالة للدم من المجموعة أ. الوقت اللازم لتشخيص التهاب الجلد العقدي حول الشرج هو ≥3 أسابيع في 65% من الحالات. نظرًا لأن التهاب النسيج الخلوي حول الشرج قد شخص خطأ بشكل شائع، فمن الضروري اتباع إجراءات التشخيص المناسبة عند مواجهة هذه الأعراض، حيث يمكن أن يؤدي تأخر الاكتشاف إلى تشخيصه بشكل خاطئ وإلى مضاعفات شديدة.
من الشائع بين الأطفال أن يعالج الطفح الجلدي بالتعاون مع فريق متعدد التخصصات. نظرًا للأسباب المتنوعة للطفح الجلدي لدى الأطفال، قد يكون من الضروري إحالة مرضى الأطفال إلى طبيب أطفال أو طبيب أمراض جلدية لمنع التشخيص الخاطئ لالتهاب النسيج الخلوي حول الشرج. عبر مختلف تخصصات الرعاية، تتاح للممرضات فرصة توفير التعليم حول تقنيات النظافة المناسبة لتقليل خطر الإصابة بالعدوى المتكررة. يمكن للصيادلة تقديم المشورة للمرضى ومقدمي الرعاية بشأن العلاج الدوائي المختار وتحسين الالتزام بالأدوية. من خلال العمل معًا كفريق متعدد التخصصات، يمكن لجميع أنواع الأطباء تحسين النتائج الصحية للمرضى من خلال رفع مستوى الوعي وتقليل الوقت اللازم للتشخيص ومعدل تكرار الإصابة بالتهاب الجلد العقدي حول الشرج.

## التشخيص التفريقي
بسبب العدد غير المحدد لأعراض التهاب الجلد العقدي حول الشرج، كثيرًا ما يشخص بشكل خاطئ من قبل الأطباء. للوصول إلى التشخيص الصحيح لالتهاب النسيج الخلوي حول الشرج، غالبًا ما يستغرق الأمر من أسابيع إلى أشهر ويمكن أن يمتد لفترة أطول. خلال هذا الوقت، يمكن للمريض الخضوع للعلاج لمجموعة متنوعة من التشخيصات التفريقية. يحاكي التهاب النسيج الخلوي حول الشرج أمراضًا شائعة أخرى في منطقة الشرج، وبالتالي يمكن الخلط بينه وبين داء المبيضات، أو التهاب الجلد الحفاضي المهيج، أو الإصابة بالدودة الدبوسية، أو مرض التهاب الأمعاء المزمن، أو التهاب الجلد الدهني، أو حتى الاعتداء الجنسي. يمكن أن يؤدي التهاب النسيج الخلوي (التهاب الجلد العقدي) إلى إزعاج طويل الأمد وأعراض إضافية مثل الإمساك والإفرازات الشرجية أو النتح والشقوق الشرجية.

## الفزيولوجيا المرضية

### الأسباب
في معظم حالات التهاب النسيج الخلوي حول الشرج عند الأطفال، تشير مزارع المسحة إلى أن العدوى ناجمة عن البكتيريا العقدية المقيحة، وبشكل أكثر تحديدًا تصنف على أنها العقديات الحالة للدم بيتا من المجموعة أ (GAS). ومع ذلك، فقد أبلغ عن حالات وجدت أن عدوى التهاب النسيج الخلوي حول الشرج ناجمة عن المجموعة العقدية الحالة للدم بيتا من المجموعة ب (GBS)، وفي حالات نادرة، مجموعات أخرى من العقديات الحالة للدم بيتا أو المكورات العنقودية المذهبة. من المهم أن نلاحظ، مع ذلك، أنه في الحالات النادرة المشخصة عند البالغين من التهاب النسيج الخلوي العقدي حول الشرج، فإن السبب الأكثر شيوعًا هو المكورات العقدية الحالة للدم بيتا من المجموعة ب المحددة باسم العقدية القاطعة للدر.
العقديات هي بكتيريا موجبة الغرام تنمو في سلاسل، لكنها لا تملك القدرة على الحركة ولا تولد الجراثيم. تعد المكورات العقدية من المجموعة أ والمكورات العقدية من المجموعة ب أكثر السلالات شيوعًا المرتبطة بحالات الأطفال. عادةً ما تكون حالات العدوى التي تسببها العقديات من المجموعة (أ) أكثر اعتدالًا من حالات العدوى التي تسببها العقديات من المجموعة (ب). يمكن أن تتراوح عدوى المكورات العقدية الأكثر شيوعًا من المجموعة أ من التهاب الحلق إلى الالتهاب الرئوي إلى التهاب النسيج الخلوي. توجد المكورات العقدية من المجموعة ب بشكل أكثر شيوعًا في الجهاز الهضمي والجهاز التناسلي، ويمكن أيضًا أن تنتقل عموديًا من الأم إلى الطفل أثناء المخاض المهبلي. غالبًا ما تظهر حالات العدوى عند الأطفال حديثي الولادة على شكل تعفن الدم، والالتهاب الرئوي، والتهاب السحايا، من بين أعراض أخرى.
بناءً على الحالات المدروسة للأطفال المصابين بالتهاب الجلد العقدي حول الشرج، كان هناك نمط من العدوى حول الشرج يحدث بعد تشخيص حالات العدوى السابقة بالمكورات العقدية (أي التهاب الحلق العقدي). ويُعتقد أن البكتيريا الناتجة عن هذه الالتهابات قد تدخل إلى جلد المنطقة المحيطة بالشرج بعد لمس الأنف أو الفم ثم الشروع في استخدام المرحاض أو لمس المنطقة لأي سبب آخر.
في حين أن التهاب الجلد العقدي حول الشرج هو حالة قابلة للعلاج، لكن هناك عواقب وخيمة قد تنشأ إذا تركت دون تشخيص و/أو دون علاج في المرضى المصابين بالعدوى. قد يؤدي الفشل في تشخيص وعلاج التهاب الجلد العقدي حول الشرج بشكل صحيح إلى حالات عدوى أكثر خطورة قد تؤدي إلى الإصابة أو الوفاة.